# Klangfarve
Klangfarve, klang eller timbre er en egenskab ved tonerne, der gør at to toner, der har samme  grundfrekvens og samme styrke, alligevel kan lyde forskelligt, så man for eksempel kan høre om tonen er frembragt af et blæse- eller strygeinstrument, og kende to forskellige instrumenter af samme art fra hinanden på deres toners forskellige klangfarve. To  ens toner  giver lige mange svingninger i sekundet og meddeler altså øret det samme antal indtryk i en vis tid; men samtidig med at grundtonen klinger, lyder der et større eller mindre antal overtoner der er forskellige i  frekvens og styrke for de forskellige tonegivere (strenge, stænger, plader, åbne og lukkede rør) og giver grundtonen dens ejendommelige klangfarve. To toner med forskellig klangfarve, men samme  grundfrekvens har lige mange bølger på samme vejlængde, men bølgernes form er forskellige, idet de forskellige overtoners bølger lægger sig som krusninger hen over grundtonens.

## Envelope og ADSR
En lyds forløb, dens envelope, har også betydning for klangfarven og kan i elektroniske musikinstrumenter behandles med en envelope- eller konturgenerator som gennem justering af fire parametre ("ADSR") kan regulere hvor lang tid lyden henholdsvis er om at stige til fuldt niveau og dernæst klinge ud.
 ADSR står for Attack Decay Sustain Release, som drejer sig om A: hvor hurtigt tonen når fuld styrke i anslaget – D: hvor hurtigt lydstyrken derpå falder til sustain-niveau – S: styrken i den tid tonen varer og R: hvor lang tid tonen er om at klinge ud. (Fra den svenske ADSR). 
Se også
- Deltone – Frekvens – Synthesizer